# Miikka Multaharju
Miikka Aleksi Multaharju (* 9. Oktober 1977 in Lappeenranta) ist ein ehemaliger finnischer Fußballspieler.

## Karriere

### Verein
Multaharju begann mit dem Fußball bei Rakuunat in seiner Heimatstadt Lappeenranta. 1997 wechselte er in die erste finnische Liga zu MyPa und etablierte sich in den Folgejahren in der Mannschaft. Hier blieb er sechs Spielzeiten, spielte 159 Begegnungen und schoss 19 Tore. 2002 wurde er mit MyPa Vizemeister.
Zur Saison 2002/2003 unterschrieb er einen Vertrag bei Denizlispor in der türkischen Süper Lig. Multaharju wurde mit der Zeit Stammspieler und Publikumsliebling, unter anderem auch dadurch, dass er in der Saison 2004/05 beim Heimspiel gegen Fenerbahçe Istanbul beide Tore zum 2:0-Sieg schoss.
Nach drei Spielzeiten in der Türkei entschloss er sich, wieder zurück nach Finnland zu kehren. Bei seiner Rückkehr spielte er für Fredrikstad FK, HJK Helsinki und seinem ehemaligen Verein MyPa, wo er auch Ende 2009 sein Karriereende bekannt gab.

### Nationalmannschaft
Multaharju hatte in der Zeit von 2003 bis 2005 sechs Einsätze in der finnischen Nationalmannschaft.